# Wybory komunalne w Brandenburgii w 1998 roku
Wybory komunalne w Brandenburgii w 1998 roku – odbyły się 27 września. Zgodnie z oficjalnymi wynikami zwycięstwo odniosła Socjaldemokratyczna Partia Niemiec, która uzyskała ok. 38,97% głosów.
| Partia                                            | Wyniki w % |
| ------------------------------------------------- | ---------- |
| Sozialdemokratische Partei Deutschlands (SPD)     | 38,97      |
| PDS                                               | 21,62      |
| Christlich Demokratische Union Deutschlands (CDU) | 27,42      |
| Freie Demokratische Partei (FDP)                  | 4,14       |
| Bündnis 90/Die Grünen (Grüne)                     | 4,13       |
| Deutsche Volksunion (DVU)                         | –          |
| Inne                                              | 9,70       |